# M16 (Armenien)
Die M16 (armenisch: Մ16) ist eine Fernstraße in Armenien. Die Straße verläuft durch die im Nordosten Armeniens gelegene Provinz Tawusch wenige Kilometer von der aserbaidschanischen Grenze entfernt und verbindet die Fernstraßen M6 und M4 miteinander.